# 有理取鬧
有理取鬧是一個由香港有線電視在2002年製作的電視節目，在財經資訊台（第8頻道）播放、並會在有線A台重播。首播時間為逢星期二19:00-19:30。
節目讓觀眾投訴社區上的不同類型的問題，記者也會用到不同手法揭露事實真相，如偵查報道等，使問題能夠水落石出。節目亦會邀請社區團體就社區的問題進行訪問。在2005年年中，節目還加插「社區先峰」環節，讓香港18區不同區域的區議員透過節目發表對社區上的不滿。節目最後「鬧上網」環節，記者會搜羅本地不同網上討論區的文章，暢談不同熱門話題。
有理取鬧原屬香港社區網的電視節目之一，於2003年被獨立為單一節目。曾主持節目的包括黃敏燕、梁淑儀、陳倩茹等。
為了配合財經資訊台在2007年4月16日的全面改革，有理取鬧停止播放，同一時段由財經節目財經即時睇取代。
| 有線電視 財經資訊台       | 有線電視 財經資訊台              | 有線電視 財經資訊台 |
| ------------------------- | -------------------------------- | ------------------- |
|                           | 有理取鬧(2002年4月-2007年4月8日) |                     |
| 香港社區網(2000年-2002年) | 財經即時睇(2007年4月16日)        |                     |